# Václav Benda
Václav Benda (Praga, 8 de agosto de 1946-2 de junio de 1999, Praga) fue un activista, intelectual católico y matemático checo. Durante el régimen comunista en Checoslovaquia, Benda era raro al ser un cristiano creyente y al mismo tiempo ser miembro de alto rango de la organización disidente anticomunista Carta 77. Después de la Revolución de Terciopelo de 1989, Benda se convirtió en el jefe de una organización encargada de investigar a la ex policía secreta comunista y sus informantes.
La idea de Benda de una Polis Paralela influyó en el pensamiento de otros disidentes como Václav Havel y ha sido difundida en los últimos años por el escritor conservador estadounidense Rod Dreher. La primera antología en inglés de los ensayos de Benda fue publicada por St. Augustine's Press en 2017.

## Vida
Hijo de un abogado, Benda fue presidente del Consejo Académico Estudiantil y obtuvo un doctorado en Filosofía en la Universidad Carolina de Praga a la edad de 24 años. Su carrera académica terminó cuando se negó a unirse al Partido Comunista de Checoslovaquia (KSČ) a principios de la década de 1970. Como resultado de sus actividades políticas, experimentó el acoso del gobierno y la exclusión económica, y se vio obligado a trabajar durante breves períodos en una gran cantidad de trabajos diferentes. Con la decisión de Benda y su esposa Kamila durante la invasión liderada por los soviéticos de agosto de 1968, de no huir del país, permaneció en la Universidad Carolina. Benda completó su doctorado en cibernética teórica en 1975, publicó trabajos sobre filosofía y matemáticas y luego trabajó como programador de computadoras. Benda participó activamente en el movimiento disidente contra la República Socialista Checoslovaca y en 1977 se convirtió en signatario de la Carta 77.
En 1977, también escribió un breve ensayo samizdat llamado "Polis Paralela" (en checo Paralelní polis), en el que pedía a sus compañeros disidentes que abandonaran la esperanza de que las represivas instituciones sociales, económicas y políticas de Checoslovaquia pudieran cambiar mediante la protesta. En cambio, Benda pidió la creación de nuevas "instituciones paralelas", que responderían mejor a las necesidades humanas y podrían algún día reemplazar las instituciones corruptas existentes. Argumentó que como el estado comunista agotaría cualquier esfuerzo de reforma, era mejor comenzar nuevos que gastar energía luchando contra los viejos. El ensayo fue traducido al inglés en 1978.
El papel de Benda como portavoz de Carta 77 resultó en que fuera arrestado en mayo de 1979 y acusado de subvertir el estado, por lo que estuvo encarcelado hasta 1983. Después de su liberación, reasumió su papel como portavoz. También fue fundador -miembro del Comité para la Defensa de los Procesados Injustamente (VONS). Mientras Benda estuvo encarcelado con Vaclav Havel en Ostrava, ellos coescribieron un texto para el Grupo de Helsinki de Moscú en 1980.
Como devoto católico, Benda fundó el Partido Demócrata Cristiano (KDS) en 1990, convirtiéndose en presidente ese mismo año. El partido más tarde se fusionó con el Partido Democrático Cívico (ODS). La política de Benda era distinta a la de sus antiguos colegas disidentes y se convirtió en una figura cada vez más aislada de la política checa. Fue un defensor, con calificaciones, del ex dictador chileno Augusto Pinochet, cargo que era impopular en la República Checa. Benda afirmó que Pinochet tenía "quizás, sus rasgos crueles, sin embargo era la respuesta a los extremadamente antidemocráticos y extremadamente crueles avances de la raíz del comunismo internacional".
Del 25 de junio al 31 de diciembre de 1992, Benda fue presidente de la Cámara del Pueblo, la cámara baja de la Asamblea Federal de Checoslovaquia, que dejó de existir con la disolución del país al final del año. De 1991 a 1998, Benda se desempeñó como jefe de la Oficina de Investigación de los Crímenes de los funcionarios del Partido Comunista.
En 1996, fue elegido para el Senado de la República Checa por el distrito de Praga 1 y ocupó el escaño hasta su muerte en 1999.

## Legado
Las ideas de Benda sobre una polis paralela fueron revividas más tarde por un grupo de académicos de la Universidad de Washington, y se abrió un edificio de cuatro pisos llamado polis paralela en Praga, que alberga un café solo para bitcoins, un espacio de trabajo conjunto, un laboratorio de creadores y "Instituto de criptoanarquía" en Holešovice.
En su libro de 2017, The Benedict Option, el autor Rod Dreher elogió las ideas expresadas en los ensayos de Benda y las recomendó a los cristianos estadounidenses como un ejemplo de cómo preservar y vivir su fe en una cultura cada vez más hostil a ella.